# Siziano
Siziano é uma comuna italiana da região da Lombardia, província de Pavia, com cerca de 5.213 habitantes. Estende-se por uma área de 11 km², tendo uma densidade populacional de 474 hab/km². Faz fronteira com Bornasco, Carpiano (MI), Lacchiarella (MI), Landriano, Locate di Triulzi (MI), Pieve Emanuele (MI), Vidigulfo.

## Demografia
| Variação demográfica do município entre 1861 e 2011                               |
|                                                                                   |
| Fonte: Istituto Nazionale di Statistica (ISTAT) - Elaboração gráfica da Wikipedia |